# Баранецкий, Руслан Фёдорович
Руслан Фёдорович Баранецкий (укр. Руслан Федорович Баранецький; род. 5 июля 1971 года, Кострижевка, Черновицкая область) — генерал-майор, начальник управления внутренней и собственной безопасности Администрации Государственной пограничной службы Украины. Первый заместитель Председателя Службы безопасности Украины — руководитель Антитеррористического центра при Службе безопасности Украины с 26 июня 2019 года.
25 августа 2015 года полковнику Руслану Баранецкому присвоено воинское звание генерал-майора.

## Биография
Получил техническое образование в Черновицком государственном университете (1993). Окончил Институт подготовки кадров СБУ (1994), Национальную академию СБУ (2000). Окончил Черновицкий национальный университет им. Ю. Федьковича по специальности «Правоведение» (2007). Кандидат юридических наук.
1993 г. — начало военной службы в органах государственной безопасности (в региональном управлении СБУ занимал должности от оперуполномоченного до начальника направления). С 2004 г. — в Центральном управлении Службы безопасности (за десять лет прошел путь от заместителя начальника отдела до заместителя начальника Главного управления по борьбе с коррупцией и организованной преступностью.
Член Межведомственной комиссии по политике военно-технического сотрудничества и экспортного контроля.

## Награды
29 сентября 2014 года за личное мужество и героизм, проявленные в защите государственного суверенитета и территориальной целостности Украины, верность военной присяге во время вооружённого конфликта на Юго-Востоке Украины награждён орденом Богдана Хмельницкого III степени.
За доблесть и самоотверженность проявленные при исполнении служебного долга награждён ведомственной наградой Службы безопасности «Огнестрельное оружие».